# ギャリー・バートルズ
- ゲイリー・バートルズ
- ガリー・バートルズ

ギャリー・バートルズ（Garry Birtles、1956年6月27日 - ）は、イングランド・ノッティンガム出身の元サッカー選手で元指導者。元イングランド代表として1980年の欧州選手権に参加するなど、3試合のプレー経験がある。現役時代のポジションはFW。ノッティンガム・フォレストでは2度のUEFAチャンピオンズカップを制した。1979年にはブラヴォー賞を受賞し、1980年に大きな期待を背負って、マンチェスター・ユナイテッドFCに大金で移籍した。しかしほとんど活躍が出来ず、1982年ノッティンガム・フォレストに復帰した。

## タイトル

### クラブ
ノッティンガム・フォレスト
- フットボールリーグカップ
- UEFAチャンピオンズカップ : 1978–79, 1979-80
- UEFAスーパーカップ : 1979

個人タイトル
- ブラヴォー賞 : 1979
- ノッティンガム・フォレスト年間最優秀選手 : 1978-79